# Vicetone
Vicetone ist ein niederländisches DJ-Duo, bestehend aus den beiden DJs und Produzenten Ruben Den Boer und Victor Pool. Mit ihrer Musik vertreten sie überwiegend die Genres Electro- und Progressive-House.

## Geschichte

### Bis 2012: Musikalische Anfänge
Ruben Den Boer und Victor Pool lernten sich im Alter von 15 Jahren an ihrer Schule kennen. Inspiriert von Musikern wie Eric Prydz und der Swedish House Mafia, begannen sie 2012 mit dem Produzieren von Liedern aus dem Bereich des Progressive House. Ihre erste Veröffentlichung erschien im selben Jahr mit einem Remix zu dem Lied We Come Running der US-amerikanischen Musikgruppe Youngblood Hawke. Parallel unterzeichneten sie einen Vertrag beim kanadischen Plattenlabel Monstercat. Dort veröffentlichten Vicetone im Dezember 2012 das Instrumentalstück Harmony, das ihnen den Einstieg in die Genre-Charts des Musikportals Beatport ermöglichte.

### 2013:Heartbeat& Tour mit Nicky Romero
Am 1. März 2013 veröffentlichten sie die Single Heartbeat, deren Gesang vom US-amerikanischen Singer-Songwriter Collin McLoughlin beigesteuert wurde. Mit dem Track konnten sie erstmals in die offiziellen Beatport-Top-100 einsteigen. Über Armin van Buurens Plattenlabel Armada Trice erschien im April 2013 der Track Stars, der vom US-amerikanischen Vocal-Produzenten Jonny Rose gesungen wurde. Das Lied gelangte bis in die Top-10 der Beatport-Charts. Im Juli 2013 traten sie als Supportact auf der Nothing Toulouse: North American Tour von Nicky Romero auf. Parallel veröffentlichten Vicetone über Monstercat den Song Beast, der einen Remix des gleichnamigen Liedes der US-amerikanischen Rockband Nico Vega aus dem Jahr 2009 darstellt. Im August 2013 erschien der Electro-House-Track Tremble, gefolgt von Chasing Time mit Daniel Gidlund im September 2013. Im Oktober 2013 waren sie Teil des Line-ups der Protocol Recordings ADE 2013 Label Night. Zur selben Zeit veröffentlichte das Duo den Free-Track The New Kings, der einen Remix des gleichnamigen Liedes von Popeska und Luciana darstellt. Im November desselben Jahres waren sie Teil der #NERVOnation Tour in Mexiko von Nervo. Parallel wurden sie erstmals in die Liste der Top 100 DJs des DJ Magazine auf Platz 60 aufgeführt.

### 2014:Astronomia,Let Me Feel& Soundtrack des Ultra Music Festival
Am 10. Februar 2014 veröffentlichte das Duo über das niederländische Plattenlabel Spinnin’ Records den Big-Room-Track Lowdown, der ihnen eine weitere Platzierung in den Beatport-Top-100 ermöglichte. Im März 2014 traten sie erstmals beim Ultra Music Festival in Miami auf. Parallel erschien das Lied White Lies, eine Zusammenarbeit mit der US-amerikanischen Sängerin Chloe Angelides über Nicky Romeros Plattenlabel Protocol Recordings. Nachdem im Juni 2014 das Lied Ensemble erschienen war, veröffentlichte das Duo am 10. Juli 2014 eine überarbeitete Version des Liedes Astronomia des russischen Produzenten Tony Igy aus dem Jahr 2010 als kostenloser Download. Innerhalb kürzester Zeit konnte der Remix auf Plattformen wie YouTube oder SoundCloud mehrere Millionen Klicks erreichen. Erst im September 2016 erschien der Track über das dänische Plattenlabel „disco:wax“ weltweit als Single. Im Spätsommer 2014 traten sie parallel zur Veröffentlichung der Single Heat über Hardwells Plattenlabel Revealed Music, unter anderem auf dem Tomorrowworld Festival in Atlanta auf. Im Oktober 2014 rückten sie bei den DJ-Mag-Charts bis auf Platz 36 vor. Im selben Monat veröffentlichten sie die Single Let Me Feel, die in Zusammenarbeit mit Nicky Romero entstand. Der von We Are Wild gesungene Song, konnte die Spitze der Beatport-Charts erreichen. Der im November 2014 erschienene Song United We Dance, diente als Soundtrack des Aftermovies des Ultra Music Festivals 2014. Gemeinsam mit dem US-amerikanischen Singer-Songwriter Lucky Daye nahmen sie das, im Dezember 2014 veröffentlichte Lied What I’ve Waited For auf.

### 2015:Follow Me– Hymne des Ultra Music Festivals
Im Februar 2015 veröffentlichte das Duo das Lied Follow Me, das in Zusammenarbeit mit dem US-amerikanischen Sänger JHart aufgenommen wurde. Der Track diente als Hymne des Ultra Music Festivals 2015. Infolge der Veröffentlichung erschien zusätzlich United We Dance als Re-Release über Ultra Records. Im April 2015 folgte der mit Sängerin Kat Nestel entstandene Song No Way Out. Nachdem sie einen Remix für den über Dim Mak veröffentlichten Song No Pressure von Little Boots beisteuerten, erschien im Spätsommer 2015 ihre Single Catch Me über das Label. Kurz darauf folgte der Song I’m on Fire über Spinnin’ Records, der bis auf Platz 11 der Beatport-Charts vorrücken konnte.

### 2016:Aurora-EP
Im Januar 2016 erschien das Lied Pitch Back. Im März 2016 veröffentlichten Vicetone die Single Bright Side, die als Vorbote zur angekündigten EP Aurora diente. Der von Tropical-House beeinflusste Song wurde vom US-amerikanischen Pop-Duo Cosmos & Creature gesungen. Im selben Monat erschien auch der von der indisch-amerikanischen Sängerin Raja Kumari gesungene Track Don’t You Run als zweite Single-Auskopplung. Für den Club-Track Siren, der im April 2020 als letzte Single der EP erschien, arbeiteten sie mit der American-Idol-Teilnehmer Pia Toscano zusammen. Am 8. April 2016 veröffentlichten Vicetone die EP Aurora, mit der sie laut ihrer Aussage stilistisch eine neue Richtung einschlugen. Im Sommer 2016 veröffentlichte das Duo über Spinnin’ Records eine Remix-Version des Disco-Liedes Hot Stuff der US-amerikanischen Sängerin Donna Summer aus dem Jahr 1979. Parallel erschien über Monstercat die Single Nevada. Der Gesang wurde von der US-amerikanischen Schauspielerin und Sängerin Cozi Zuehlsdorff beigesteuert. Zwischen Spätsommer 2016 und Winter 2016 erschienen die Lieder Anywhere I Go, Kaleidoscope und Landslide, die im Verhältnis zu Nevada ruhig gestaltet wurden. Letztere entstand in Zusammenarbeit mit der Indie-Band Youngblood Hawke, für die das Duo 2012 als Remix-Produzenten aktiv war.

### 2017:Apexals Soundtrack für Rocket-League
Im Februar 2017 steuerten Vicetone einen Remix zu dem Lied Oceans Away, der US-amerikanischen Indie-Band Arizona bei. Im Juni 2017 folgte die Single I Hear You, die an dem Stil ihrer im Vorjahr erschienenen EP anschließt. Der im Juli 2017 veröffentlichte Track Apex diente als Soundtrack des Computerspieles Rocket League. Die Single erschien über das Plattenlabel Monstercat und wurde insbesondere für seine „abwechslungsreiche“ Gestaltung mit Stilmitteln aus den Genres „Deep-House, Progressive-House und Electro-House“ gelobt. Im August 2017 veröffentlichte das Duo den Song Collide. Dieser entstand in Zusammenarbeit mit der US-amerikanischen Singer-Songwriterin Rosi Golan und orientierte sich an den kommerziellen Produktionen des Duos.

### 2018:South Beachin Gedenken an Avicii
Nachdem sie im Februar 2018 das Lied Fix You veröffentlichten, erschien im März 2018 die Single Way Back, die nach Nevada ihre zweite Kollaboration mit der Sängerin Cozi Zuehlsdorff darstellte. Mit dem Song Walk Thru Fire, der August 2018 veröffentlicht wurde und Gesang von Meron Ryan enthielt, kehrten sie erstmals seit vielen Monaten wieder zu ihren klassischen Progressive-House-Tönen zurück. Am 12. Oktober 2018 erschien die Sigle South Beach. Diese basierte auf einer Song-Idee, die das Duo 2012 entwarf und vom Sound des im April 2018 verstorbenen schwedischen DJs und Produzenten Avicii inspiriert wurde. Vicetone nannten Avicii „das größte Beispiel für Energie und Gefühl, die sie in ihrer Musik haben wollen würden“. Im November 2018 folgte die Single Something Strange, deren Gesang von der American-Idol-Sängerin Haley Reinhart beigesteuert wurde. Zu der Single, die als Vorbote zu ihrer zweiten EP Elements diente, drehten sie zudem ein Musikvideo, das alle drei Mitwirkenden zeigt.

### 2019:Elements-EP
Am 22. Februar 2019 veröffentlichten sie ihre zweite EP Elements, die ähnlich wie ihre erste EP auf ruhigeren Tracks basierte. Der Song Fences, dessen Gesang vom US-amerikanischen Singer-Songwriter Matt Wertz beigesteuert wurde, erschien als zweite Single-Auskopplung. Im Mai 2019 wurde eine Remix-Version der EP veröffentlicht. Eine Woche erschien mit dem Lied Waiting eine Zusammenarbeit mit Eric Leva und Daisy Guttridge. Die im August 2019 veröffentlichte Single Ran Out of Reasons stellt ein weiteres Duett dar. Der Gesangspart wurde hierbei von Jude und Night Panda übernommen. Nachdem sie im ersten Halbjahr stilistisch eine kommerziellere Richtung einschlugen, kehrten sie im Oktober 2019 zum Release der Single Aftermath zu den Klängen des Electro-Houses zurück.

### 2020:Astronomiaals Soundtrack der Dancing Pallbearers
Am 27. März 2020 veröffentlichte das Duo die Single I Feel Human, dessen Gesang vom US-amerikanischen Sänger BullySongs beigesteuert wurde.
Zwischen März 2020 und April 2020 wurde ihre 2014 veröffentlichte Version des Liedes Astronomia von Tony Igy durch das populär gewordene Meme der Dancing Pallbearers weltweit bekannt. Videos der tanzenden Sargträger aus Ghana wurden mit dem Song unterlegt und erschienen über YouTube und TikTok. Die Videos erreichten während der COVID-19-Pandemie Bekanntheit. Infolge des Hypes erreichten sie im April 2020 die offiziellen Single-Charts in unter anderem Deutschland und der Schweiz.

## Mitglieder
- Ruben Den Boer (* 22. Januar 1992 in Groningen)
- Victor Pool (* 9. Juli 1992 in Groningen)

## Diskografie

### Alben
- 2021: Legacy

### EPs
- 2016: Aurora
- 2019: Elements

### Singles
| - 2012: California (Free-Track) - 2012: Twenty (Free-Track) - 2012: Hope (feat. Barack Obama; Free-Track) - 2012: Harmony - 2013: Heartbeat (feat. Collin McLoughlin) - 2013: Stars (feat. Jonny Rose) - 2013: Beast (vs. Nico Vega; Free-Track) - 2013: Tremble - 2013: Chasing Time (feat. Daniel Gidlund) - 2013: The New Kings (vs. Popeska feat. Luciana; Free-Track) - 2014: Lowdown - 2014: White Lies (feat. Chloe Angelides) - 2014: Ensemble - 2014: Astronomia 2014 (mit Tony Igy) - 2014: Heat - 2014: Let Me Feel (mit Nicky Romero feat. When We Are Wild) - 2014: United We Dance - 2014: What I’ve Waited for (feat. D. Brown) - 2015: No Way Out (feat. Kat Nestel) - 2015: Follow Me (feat. JHart) - 2015: Angels (feat. Kat Nestel) - 2015: Nothing Stopping Me (feat. Kat Nestel) - 2015: Catch Me | - 2015: I’m on Fire - 2016: Pitch Black - 2016: Bright Side (feat. Cosmos & Creature) - 2016: Siren (feat. Pia Toscano) - 2016: Don’t You Run (feat. Raja Kumari) - 2016: Hawt Stuff - 2016: Nevada (feat. Cozi Zuehlsdorff, US: Gold) - 2016: Anywhere I Go - 2016: Kaleidoscope (feat. Grace Grundy) - 2016: Landslide (feat. Youngblood Hawke) - 2017: I Hear You - 2017: Apex - 2017: Collide (feat. Rosi Golan) - 2018: Fix You (feat. Kyd the Band) - 2018: Way Back (feat. Cozi Zuehlsdorff) - 2018: Walk Thru Fire (feat. Meron Ryan) - 2018: South Beach - 2018: Something Strange (feat. Haley Reinhart) - 2019: Fences (feat. Matt Wertz) - 2019: Waiting (feat. Eric Leva & Daisy Guttridge) - 2019: Ran Out of Reasons (feat. Jude and Night Panda) - 2020: Aftermath - 2020: I Feel Human (feat. BullySongs) |

### Remixe
- 2012: Calvin Harris feat. Ne-Yo – Let’s Go
- 2012: Flo Rida – Whistle
- 2012: Adele – Someone like You
- 2012: Maroon 5 – Payphone
- 2012: Nicky Romero & Fedde Le Grand feat. Matthew Koma – Sparks
- 2012: Morgan Page – The Longest Road
- 2012: Youngblood Hawke – We Come Running
- 2012: Zedd – Clarity
- 2013: Hook N Sling vs. Nervo – Reason
- 2013: Doctor P feat. Eva Simons – Bulletproof
- 2013: Cazzette – Weapon
- 2013: David Puentez feat. Shena – The One
- 2013: Matthew Koma – One Night
- 2013: Nervo – Hold on
- 2013: Nicky Romero vs. Krewella – Legacy
- 2013: Linkin Park & Steve Aoki – A Light That Never Comes
- 2014: Krewella – Enjoy the Ride
- 2014: Cash Cash – Overtime
- 2014: Dillon Francis, The Chain Gang of 1974 & Sultan + Shepard – When We Were Young
- 2015: Urban Cone feat. Tove Lo – Come Back to Me
- 2015: Little Boots – No Pressure
- 2015: Hardwell & Tiësto feat. Andreas Moe – Colors
- 2015: Kelly Clarkson – Invincible
- 2016: League of Legends – Project: Yi
- 2016: Vicetone & Bob Marley – Is This Love
- 2016: Bonnie McKee & Vicetone – I Want It All
- 2016: The Weeknd feat. Daft Punk – Starboy
- 2017: A R I Z O N A – Oceans Away
- 2017: Dua Lipa – New Rules
- 2018: The Prodigy – Omen
- 2018: The Knocks feat. Foster the People – Ride or Die

## Auszeichnungen für Musikverkäufe
| Goldene Schallplatte - Dänemark - 2022: für die Single Astronomia - Italien - 2021: für die Single Astronomia - Kanada - 2021: für die Single Nevada - Spanien - 2024: für die Single Astronomia | Platin-Schallplatte - Norwegen - 2022: für die Single Astronomia - Polen - 2024: für die Single Astronomia - Schweden - 2020: für die Single Astronomia |

Anmerkung: Auszeichnungen in Ländern aus den Charttabellen bzw. Chartboxen sind in ebendiesen zu finden.
| Land/RegionAuszeichnungen für Musikverkäufe (Land/Region, Auszeichnungen, Verkäufe, Quellen) | Gold     | Platin     | Verkäufe | Quellen              |
| -------------------------------------------------------------------------------------------- | -------- | ---------- | -------- | -------------------- |
| Dänemark (IFPI)                                                                              | Gold1    | —          | 45.000   | ifpi.dk              |
| Deutschland (BVMI)                                                                           | Gold1    | —          | 200.000  | musikindustrie.de    |
| Italien (FIMI)                                                                               | Gold1    | —          | 35.000   | fimi.it              |
| Kanada (MC)                                                                                  | Gold1    | —          | 40.000   | musiccanada.com      |
| Norwegen (IFPI)                                                                              | —        | Platin1    | 60.000   | ifpi.no              |
| Polen (ZPAV)                                                                                 | —        | Platin1    | 50.000   | olis.pl              |
| Schweden (IFPI)                                                                              | —        | Platin1    | 40.000   | sverigetopplistan.se |
| Spanien (Promusicae)                                                                         | Gold1    | —          | 30.000   | elportaldemusica.es  |
| Vereinigte Staaten (RIAA)                                                                    | Gold1    | —          | 500.000  | riaa.com             |
| Insgesamt                                                                                    | 6× Gold6 | 3× Platin3 |          |                      |